# إليزابيث ديفين
إليزابيث ديفين (بالإنجليزية: Elizabeth Devine)‏ هي كاتبة سيناريو أمريكية، ولدت في 1961.

## وصلات خارجية
- إليزابيث ديفين على موقع IMDb (الإنجليزية)
- إليزابيث ديفين على موقع قاعدة بيانات الفيلم (الإنجليزية)